# Chrysophyllum mexicanum
Chrysophyllum mexicanum – gatunek drzew należących do rodziny sączyńcowatych. Występuje na obszarze północnej części Ameryki Środkowej, głównie na terenie Meksyku i Belize.